# NGC 1514
NGC 1514 (również Kryształowa Kula) – mgławica planetarna znajdująca się w konstelacji Byka. Została odkryta 13 listopada 1790 roku przez Williama Herschela. Mgławica ta jest odległa około 600 lat świetlnych od Ziemi.
Mgławica składa się z dwóch gwiazd, „umierającego” olbrzyma i białego karła. W miarę starzenia się olbrzym odrzuca od siebie część materii, która tworzy „bąbel” wokół obydwu gwiazd, który jest przerywany w dwóch miejscach dżetami wydobywającymi się z białego karła.